# Truttaedacnitis trutta
Truttaedacnitis trutta är en rundmaskart. Truttaedacnitis trutta ingår i släktet Truttaedacnitis och familjen Cucullanidae. Inga underarter finns listade i Catalogue of Life.